# Alonso de Méntrida
Fray Alonso de Méntrida (Méntrida, 1559 - Manila, 1637) fue un misionero y escritor.
Hijo de Alonso Luengo Jiménez y Juana Pérez Simal. En 1590 ingresó en el convento agustino de Casarrubios del Monte (Toledo), donde profesó un año después. Alistado para las misiones de Filipinas, entró en Manila en 1598. Fue lector de Gramática en el convento de Lubao y luego Teosogía moral en Manila y Gramática en Cebú. En 1607 pasó a la isla de Panay, donde fue nombrado prior de 1607 a 1611. Ocupó, además, diversos cargos, entre ellos los de definidor (1614-1617) y visitador provincial. En 1623 fue nombrado provincial de Filipinas, cargo que ocupó hasta 1626. Finalmente se retiró en el convento de Manila, donde falleció en el año 1637.
Fray Alonso de Méntrida fue autor de varias obras destinadas al uso de los misioneros en su labor de evangelización, entre las que destacan el Catecismo de Doctrina Cristiana en lengua bisaya y el Ritual para administrar los santos sacramentos sacado casi todo del Ritual Romano (1630). Con el mismo objetivo redactó un Arte de la lengua bisaya  (1618) y un Bocabulario de la lengua bisaya, hiligueyna y haraia de la Isla de Panay y Sugbu y para las demás Islas (1637).

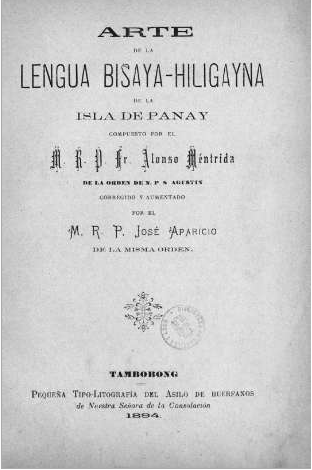
Arte de la lengua bisaya escrito por Fray Alonso de Méntrida

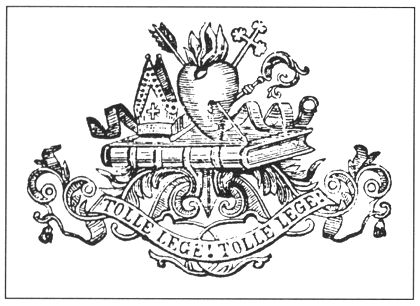
Escudo de la Orden de los Agustinos a la cual pertenecía Fray Alonso de Méntrida